# Lobocaecilius fennecus
Espèce
Lobocaecilius fennecus est une espèce d'insectes psoques de la famille des Pseudocaeciliidae,

## Répartition
Cet insecte se rencontre dans l'ouest de l'Océan Pacifique.

## Systématique
Le nom valide complet (avec auteur) de ce taxon est Lobocaecilius fennecus Lee (d) & Thornton (d), 1967.

### Publication originale
- (en) Ian W. B. Thornton, S. S. Lee et W. D. Chul, « Psocoptera », dans Insects of Micronesia, vol. 8.4, Honolulu, Bernice P. Bishop Museum, 1972 (lire en ligne), p. 111-112.